# إسماعيل بن القاسم بن محمد
الاِمام المتوكل على اللّه إسماعيل بن القاسم بن محمد بن علي، بويع له بالإمامة بعد وفاة الموَيد سنة 1054هـ/1644م وتوفي في جبل ضوران في جمادي الآخر 1087هـ/1676م. وفي فترة حكمه امتدّت الدولة القاسمية إلى ظفار.